# NGC 2903

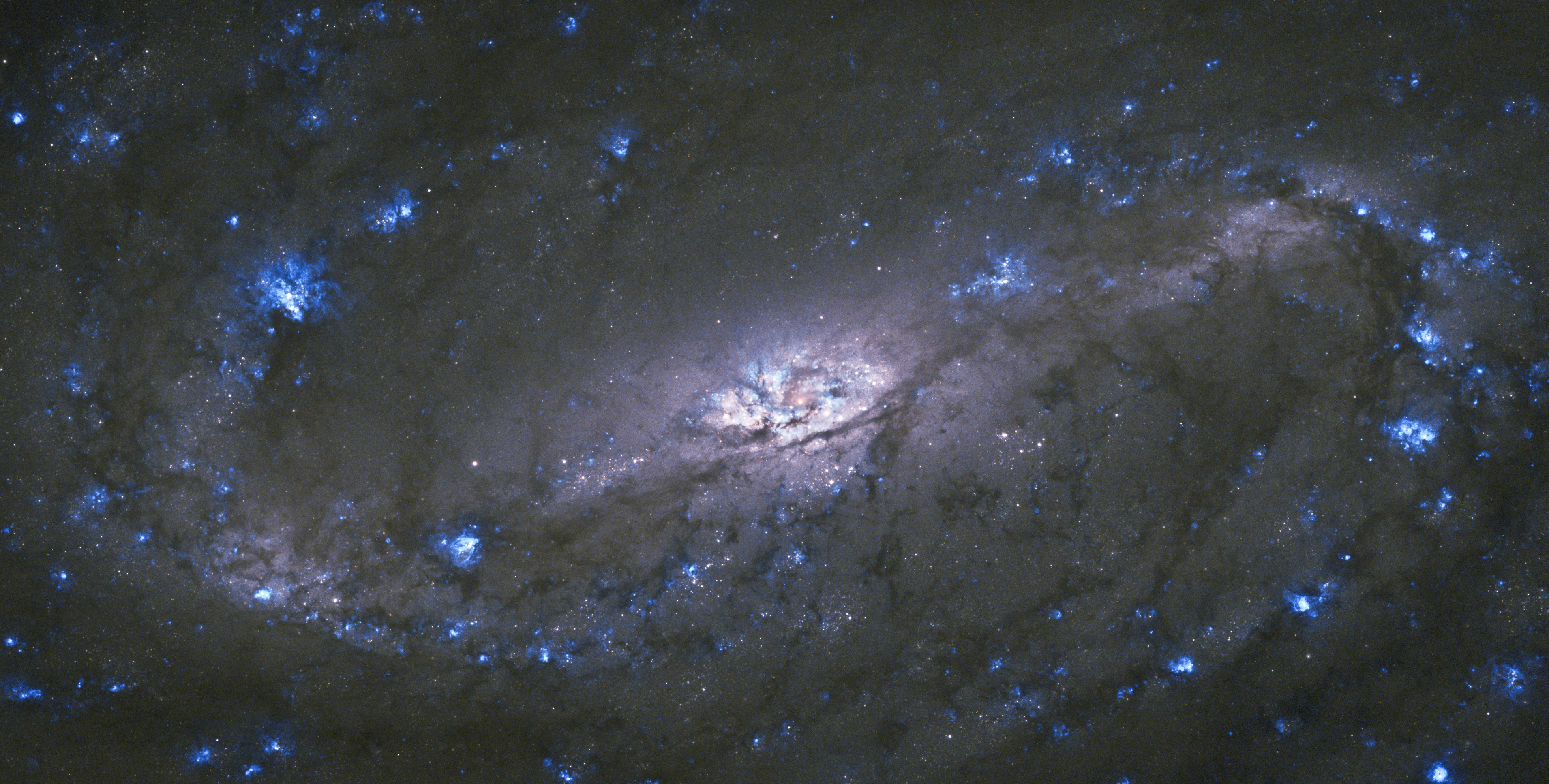
Cette photo prise par le télescope spatial Hubble montre clairement la présence d'une barre traversant le centre de la galaxie.

NGC 2903 est une galaxie spirale barrée relativement rapprochée et située dans la constellation du Lion. NGC 2903 a été découverte par l'astronome germano-britannique William Herschel en 1784.

## Caractéristiques
La classe de luminosité de NGC 2903 est II_III et elle présente une large raie HI. Elle renferme également des régions d'hydrogène ionisé. De plus, c'est une galaxie du champ, c'est-à-dire qu'elle n'appartient pas à un amas ou un groupe et qu'elle est donc gravitationnellement isolée. NGC 2905 est une région de formation d'étoiles située dans la galaxie NGC 2903,.

### Distance
Sa vitesse par rapport au fond diffus cosmologique est de 844 ± 21 km/s, ce qui correspond à une distance de Hubble de 39,07 ± 2,79 Mpc (∼127 millions d'al).
À ce jour, 28 mesures non basées sur le décalage vers le rouge (redshift) donnent une distance de 7,900 ± 1,911 Mpc (∼25,8 millions d'al), ce qui est à l'extérieur des valeurs de la distance de Hubble. Étant donné la proximité de cette galaxie avec le Groupe local cette valeur est probablement plus près de la distance réelle de NGC 2903.

### Classification
La base de données NASA/IPAC et le professeur Seligman classent cette galaxie comme une spirale intermédiaire, mais plusieurs images montrent clairement la présence d'une barre traversant le centre de la galaxie.

### Luminosité dans l'infrarouge
La luminosité de la galaxie NGC 2903 dans l'infrarouge lointain (de 40 à 400 µm)  est égale à 1,12 × 1010 {\displaystyle L_{\odot }} (1010,05{\displaystyle L_{\odot }}) et sa luminosité totale dans l'infrarouge (de 8 à 1 000 µm) est de 1,55 × 1010 {\displaystyle L_{\odot }} (1010,19{\displaystyle L_{\odot }}).

## Un disque entourant le noyau
Grâce aux observations du télescope spatial Hubble, on a détecté un disque de formation d'étoiles autour du noyau de NGC 2903. La taille de son demi-grand axe est estimée à 160 pc (~520 années-lumière) à la distance estimée de cette galaxie.

## Trou noir supermassif
Selon une étude publiée en 2009 et basée sur la vitesse interne de la galaxie mesurée par le télescope spatial Hubble, la masse du trou noir supermassif au centre de NGC 2903 serait comprise entre 6,4 et 24 millions de {\displaystyle M_{\odot }}.

## Galerie

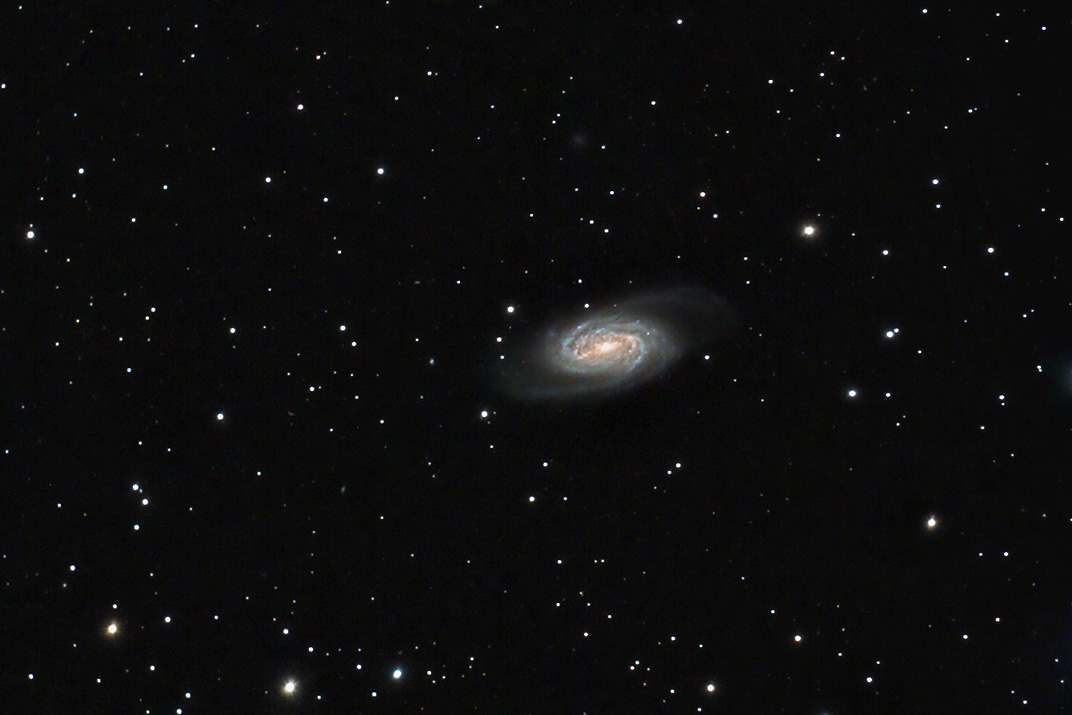
NGC 2903 par Scott Anttila, un astronome amateur.
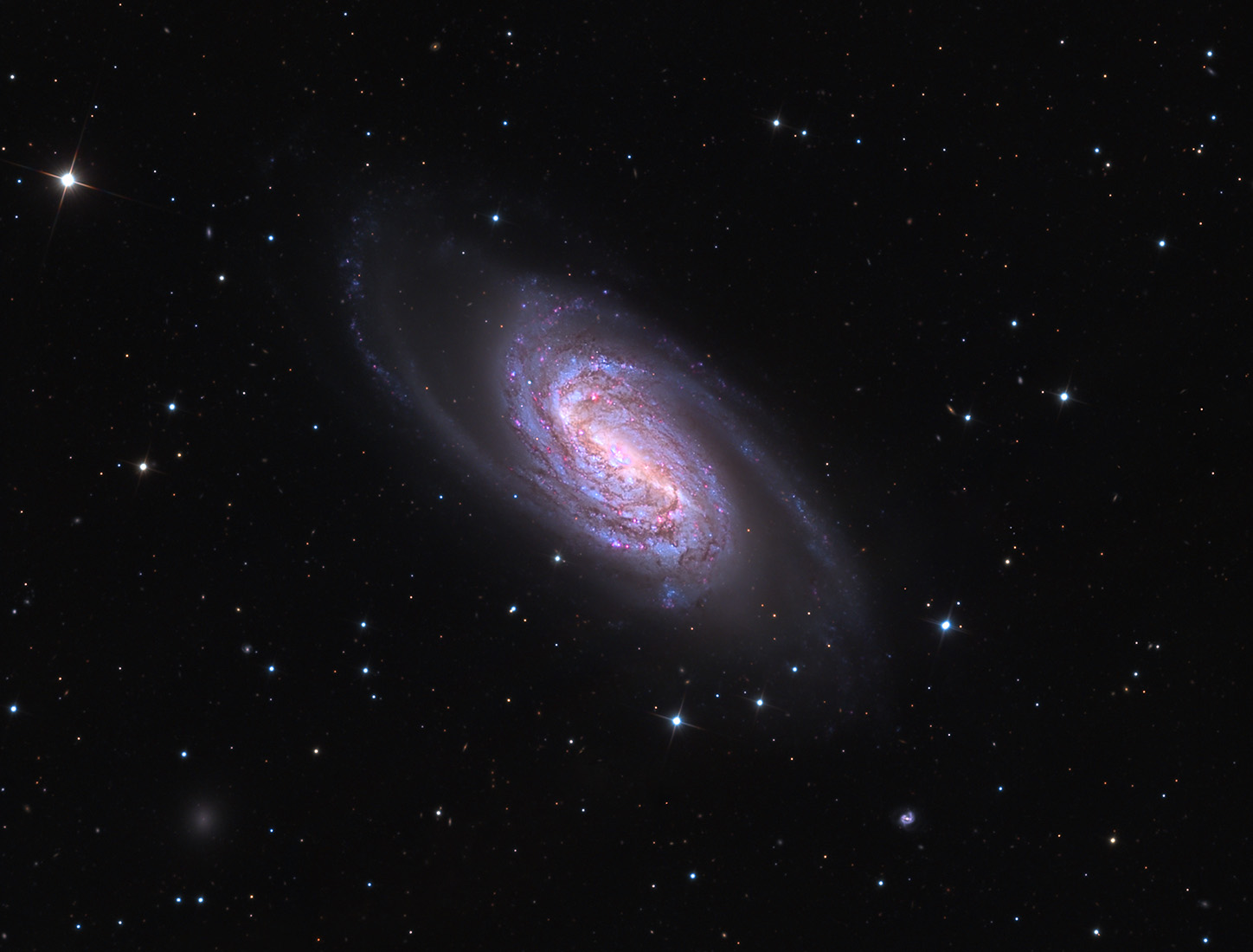
NGC 2903 par Adam Block (Observatoire du mont Lemmon/Université de l'Arizona).
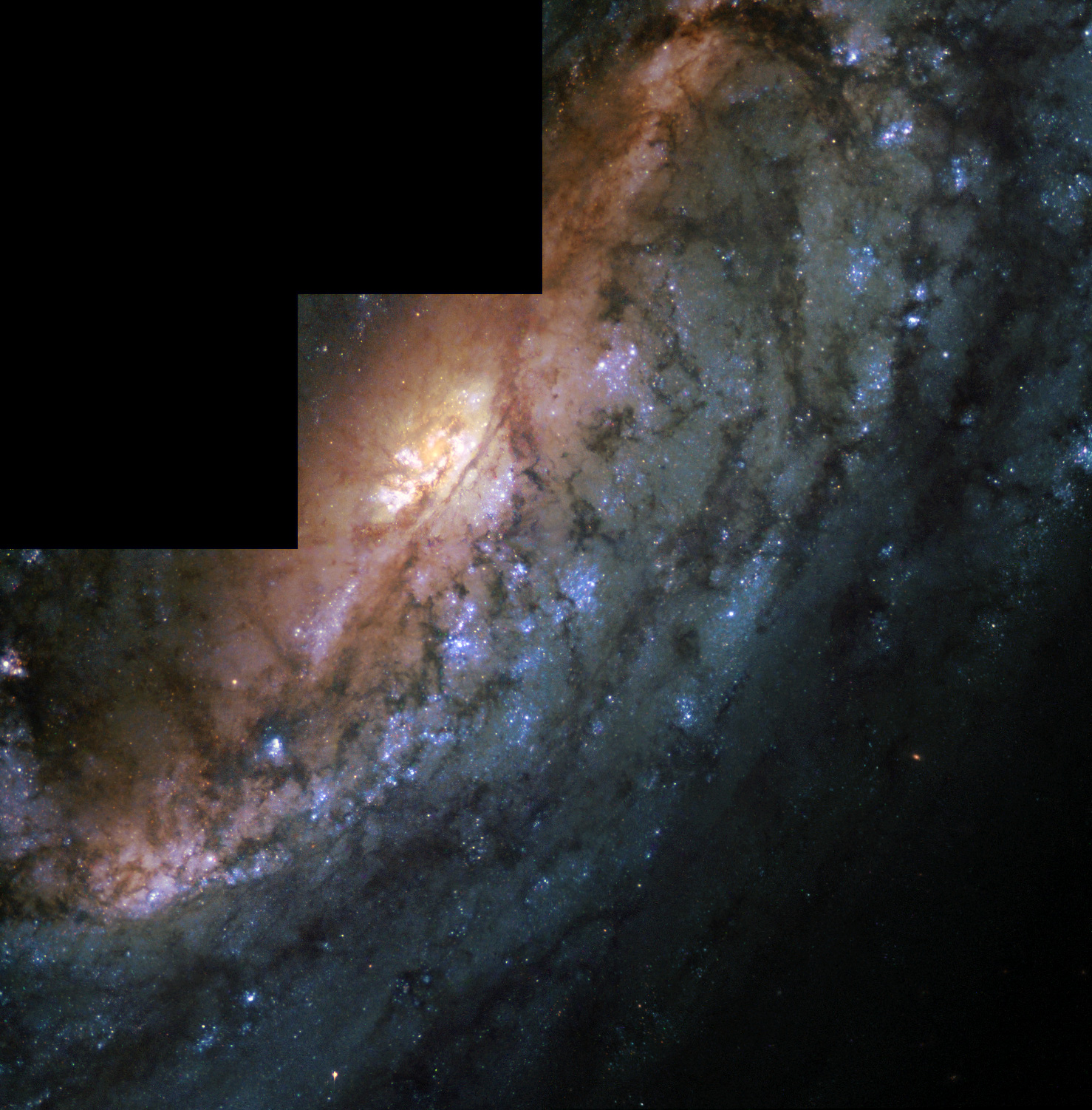
NGC 2903 par le télescope spatial Hubble. La barre de NGC 2903 est aussi visible sur cette image.
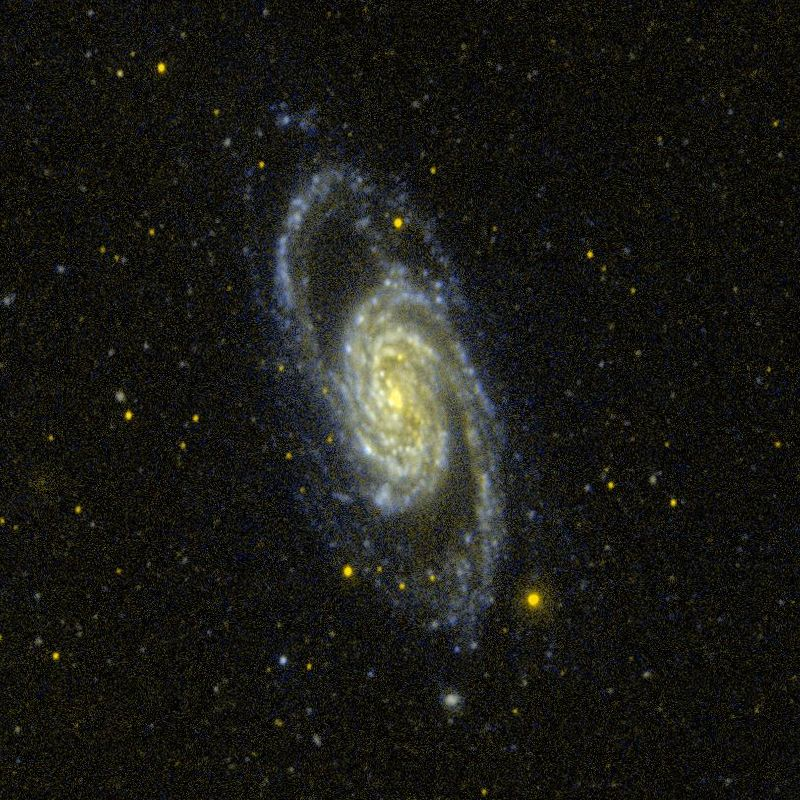
NGC 2903 en ultraviolet par le télescope spatial GALEX.